# Fotometro

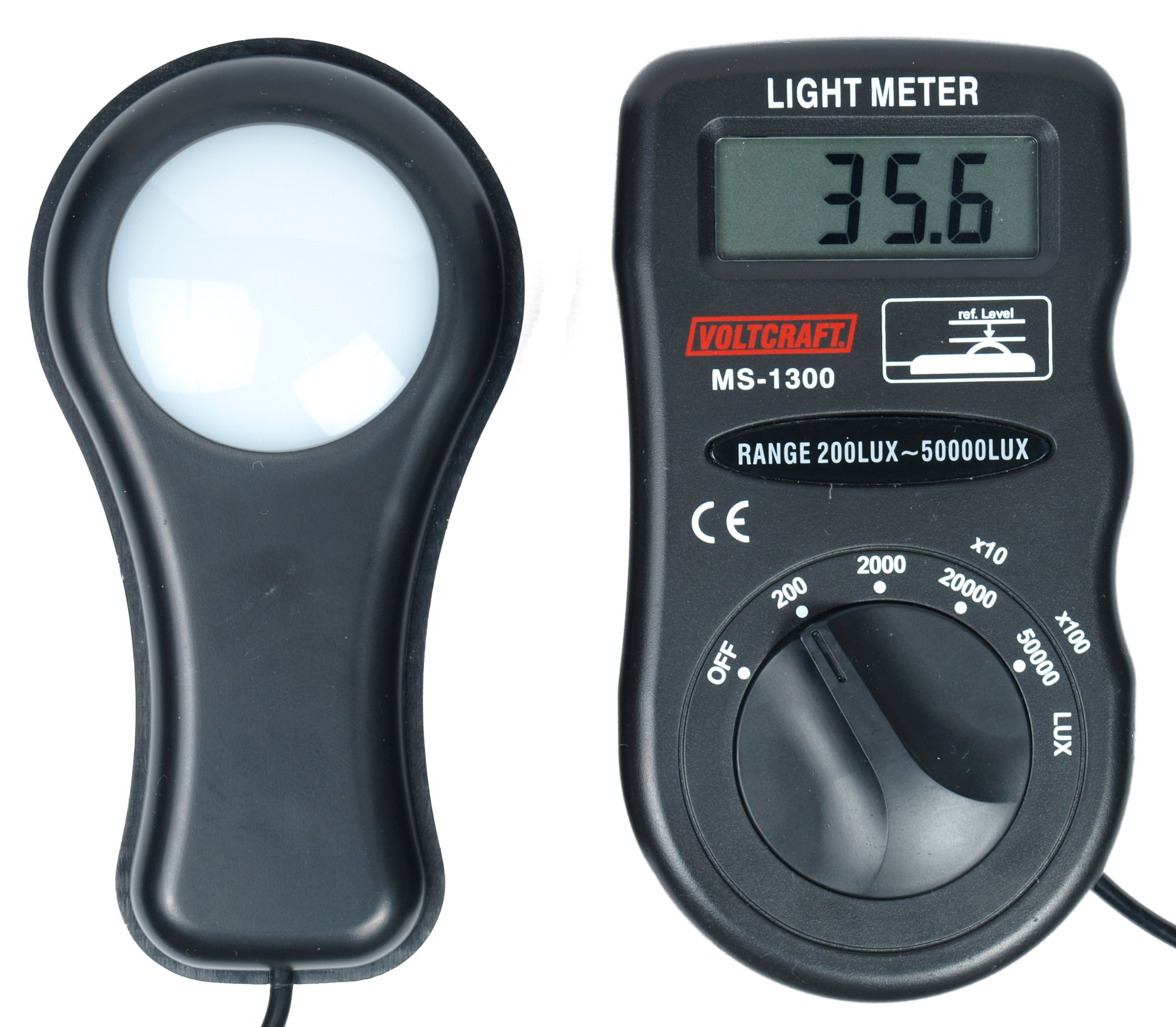
Un fotometro

Un fotometro è uno strumento ottico per la misurazione dell'intensità della luce o delle proprietà ottiche di soluzioni o superfici.

## Storia
Prima dello sviluppo degli apparecchi elettronici sensibili alla luce, la misura dell'intensità di una luce veniva stimata ad occhio o tramite strumenti quali il fotometro di Bunsen.
Il flusso luminoso di una sorgente veniva confrontato con una fonte di luce standard. L'occhio non è in grado di stabilire, tra due sorgenti luminose, quella con la maggiore intensità di luce, è però in grado di discernere anche differenze minime di intensità di luce su due superfici simili e dello stesso colore.

## Usi
I fotometri sono utilizzati per misurare:
- Illuminamento
- Irraggiamento
- assorbimento della luce
- Diffusione ottica
- Riflessione della luce
- Fluorescenza
- Fosforescenza
- Luminescenza

## Funzionamento
La maggior parte dei fotometri rileva la luce con i fotoresistori, i fotodiodi  o i fotomoltiplicatori. Per analizzare la luce, il fotometro può misurare l'intensità dopo che il fascio luminoso è passato attraverso un filtro o attraverso un monocromatore per la determinazione a lunghezze d'onda definite o per l'analisi della distribuzione spettrale della luce.

### Conteggio dei fotoni
Alcuni fotometri misurano la luce contando individualmente i fotoni in entrata piuttosto che il flusso. A causa del loro metodo di misurazione che prevede il conteggio individuale di tutti i fotoni, questi strumenti sono limitati per quelle osservazioni in cui l'irraggiamento di luce è basso. L'irraggiamento massimo è limitato dai componenti elettronici di lettura del rivelatore.

## Il fotometro di Bunsen
Uno dei dispositivi più noti per la misurazione dell'intensità della luce è stato il fotometro di Bunsen, ideato nel 1841, una scatola di legno con due specchi posti in modo tale da permettere l'osservazione in contemporanea dei fasci luminosi su un cartoncino posto al centro che ha una macchia di olio o grasso sulla superficie. Lo strumento determina l'intensità del fascio luminoso mettendo il fascio di luce a confronto di un altro fascio di cui è stata determinata a priori l'intensità.
Le intensità dei due fasci di luce, se diverse, produrranno colori diversi e uno sfarfallio percepito dall'occhio umano con una frequenza che si può regolare tramite un otturatore. Si regola, quindi, l'intensità di uno dei due fasci tramite un otturatore in modo che la velocità di rotazione necessaria per far quasi sparire la sensazione di sfarfallamento sia la minima possibile. Nel momento in cui la macchia di unto risulta invisibile, si può calcolare l'intensità ignota del secondo fascio di luce tramite l'intensità nota del primo fascio, secondo un'equazione in cui sono note l'intensità del primo fascio e la distanza dalle sorgenti del primo e del secondo fascio.